# Zeynep Taşkın
Zeynep Taşkın (3 de diciembre de 2003) es una deportista turca que compite en taekwondo. Ganó una medalla de plata en el Campeonato Europeo de Taekwondo de 2024, en la categoría de –53 kg.

## Palmarés internacional
| Campeonato Europeo | Campeonato Europeo | Campeonato Europeo | Campeonato Europeo |
| Año                | Lugar              | Medalla            | Categoría          |
| ------------------ | ------------------ | ------------------ | ------------------ |
| 2024               | Belgrado (Serbia)  | Medalla de plata   | –53 kg             |